# Tarbert, Kerry
Tarbert (iriska: Tairbeart) är en ort i republiken Irland.   Den ligger i grevskapet Ciarraí och provinsen Munster, i den sydvästra delen av landet, 230 km väster om huvudstaden Dublin. Tarbert ligger 10 meter över havet och antalet invånare är 551.
Terrängen runt Tarbert är platt. Havet är nära Tarbert åt nordväst. Runt Tarbert är det ganska glesbefolkat, med 26 invånare per kvadratkilometer. Närmaste större samhälle är Kilrush, 10,4 km nordväst om Tarbert. Trakten runt Tarbert består i huvudsak av gräsmarker.